# 尾野 (浜松市)
尾野（おの）は静岡県浜松市浜名区の大字。住居表示未実施。

## 地理
浜松市浜名区の東部、赤佐地区の西部に位置する。東で於呂・根堅、西で宮口・四大地、南で新原、北で天竜区青谷・渡ケ島でと接する。

### 河川
- 新堀川

## 歴史

### 沿革
- 1889年（明治22年）4月1日 - 町村制の施行により、豊田郡尾野村が周辺の村と合併し、豊田郡赤佐村となる[WEB 7]。旧村名は赤佐村の大字として残る[WEB 8]。
- 1896年（明治29年）4月1日 - 郡制の施行により、赤佐村の所属郡が浜名郡に変更となる。
- 1956年（昭和31年）4月1日 – 赤佐村が周辺の町村と合併して浜北町となる。
- 1963年（昭和38年）7月1日 – 浜北町が市制施行して浜北市となる。
- 2005年（平成17年）7月1日 – 浜北市外10市町村が浜松市に編入される。
- 2007年（平成19年）4月1日 - 浜松市が政令指定都市となる。尾野は浜北区の一部となる。
- 2024年（令和6年）1月1日 - 浜松市の行政区再編により、尾野は浜名区の一部となる。

## 施設
- 静岡県立森林公園・バードピア浜北
- クスリのアオキ尾野店
- アールエム東セロ 浜松工場
- 京浜金属工業 浜北工場
- 千曲精密工業 本社・本社工場
- ミツバ工業 本社・尾野工場
- 曹洞宗 養徳寺
- 金刀比羅神社
- 高根神社
- 八幡神社

## 交通

### 鉄道
- 天竜浜名湖鉄道線

### バス
- 浜松市浜北コミュニティバス赤佐中瀬線：（浜北駅 方面 - ）小野海道（ - 上島区民センター 方面）
  - 浜松バスに委託
  - 月・木曜運行、年末年始は運休

### 道路
- 国道362号

## その他

### 学区
小学校・中学校の学区は以下の通りである。
- 浜松市立赤佐小学校（尾野上・尾野中・尾野下町内会）
- 浜松市立麁玉小学校（大屋敷町内会）
- 浜松市立浜北北部中学校（尾野上・尾野中・尾野下町内会）
- 浜松市立麁玉中学校（大屋敷町内会）

### 警察
警察の管轄区域は以下の通りである。
| 番・番地等 | 警察署     | 交番・駐在所 |
| ---------- | ---------- | ------------ |
| 全域       | 浜北警察署 | 浜北北部交番 |

### 消防
消防の管轄区域は以下の通りである。
| 番・番地等 | 消防署     | 本署/出張所 |
| ---------- | ---------- | ----------- |
| 全域       | 浜北消防署 | 赤佐出張所  |

### WEB
1. ↑  “h02_22.csv”.   総務省 (2022年2月10日). 2024年10月20日閲覧。
2. ↑  “https://geoshape.ex.nii.ac.jp/ka/resource/22/221360310.html｜国勢調査町丁・字等別境界データセット”.   人文学オープンデータ共同利用センター. 2024年10月22日閲覧。
3. ↑  “静岡県 浜松市浜名区 尾野の郵便番号 - 日本郵便”.   日本郵便. 2024年10月20日閲覧。
4. ↑  “市外局番の一覧”.   総務省 (2022年3月1日). 2024年10月20日閲覧。
5. ↑  “事業所案内及び管轄地域（事務所3件、分室3件）”.   一般社団法人静岡県自動車会議所. 2024年10月20日閲覧。
6. ↑  “住居表示実施状況／浜松市”.   浜松市 (2024年1月4日). 2024年10月20日閲覧。
7. ↑  “historyofcities.pdf”.   静岡県総務部合併推進室・財団法人静岡県市町村振興協会. 2024年10月20日閲覧。
8. ↑  “解説ページ”.   株式会社エア. 2024年10月20日閲覧。
9. ↑  “学校名から探す／浜松市”.   浜松市 (2024年1月1日). 2024年10月20日閲覧。
10. ↑  “浜北北部交番｜静岡県警察”.   静岡県警察 (2024年1月1日). 2024年10月20日閲覧。
11. ↑  “消防署の町別管轄「お」／浜松市”.   浜松市 (2024年3月21日). 2024年10月20日閲覧。